# Иридектомија
Иридектомија јесте хируршка процедура која се користи у офталмологији и подразумева делимично уклањање дужице или шаренице ока. Ова операција се изводи углавном у циљу лечење глаукома затвореног угла и меланома шаренице , који је малигни интраокуларни тумор.
Тренутно је класична хируршка иредектомија за лечење глаукома затвореног угла у великој мери замењена иридектомијом помоћу ИАГ ласера ( иридотомија ) јер је то сигурнија процедура која не захтева отварање очне јабучице и омогућава стварање рупе у шареници, која олакшава проток очне водице из задње коморе ока до предње коморе ока.

## Врсте
Антифогистичка иридектомија је  хируршко уклањање дела шаренице ради смањења интраокуларног притиска код инфламаторних стања ока.
Базална иридектомија јесте иридектомија која укључује корен ириса.
Оптичка иридектомија је хируршко уклањање дела шаренице да би се повећала постојећа зеница или да би се формирала вештачка зеница, када је природна зеница неефикасна.
Периферна иридектомија је хируршко уклањање дела шаренице у пределу њеног корена, остављајући маргину зенице и мишић зенице сфинктера нетакнутим. Користи се у лечењу глаукома.
Прелиминарна иридектомија, или припремна иридектомија, је хируршко уклањање дела шаренице пре екстракције катаракте. Олакшава уклањање катарактозног сочива.
Секторска иридектомија, такође позната као потпуна иридектомија или тотална иридектомија, је хируршко уклањање комплетног радијалног пресека ириса који се протеже од руба зенице до корена ириса. Уклањањем клинастог дела шаренице остаје зеница кључаонице.
Стенопеична иридектомија је хируршко уклањање уског прореза или малог дела шаренице, остављајући мишић зенице сфинктера нетакнутим.
Терапијска иридектомија је хируршко уклањање дела шаренице ради лечења или превенције очне болести.

## Индикације
Хируршка иридектомија је обично индикована и изводи се у следећим случајевима:
- Операција катаракте код пацијената са глаукомом

- Комбиновани поступак за катаракту и глауком

- Акутни глауком затвореног угла

- Постериорне капсуларне сузе са губитком стакластог тела

- Имплантација интраокуларног сочива у предњој комори.

- Витреоретинална процедура која укључује убризгавање силиконског уља. Локација иридектомије у таквим случајевима је на 6 сати, за разлику од рутинске иридектомије која се ради од 11 до 1 сат. То је зато што је силиконско уље мање густо од воде.

- Траума шаренице

## Ласерска иридектомија
Ласерска иридектомија која ссе спроводи ради смањења очног притиска има за циљ да побољша одливање очне водице из ока. Операција се састоји у формирању малих рупа у шареници ока.
Постоји неколико техника за ласерску иридектомију:
- Операција у једном кораку.

- Постепена иридектомија.
- Операација по слојевима.

Једностепена иридектомија се изводи помоћу импулсног ласер,  која се изводи  код пацијената са било којом бојом очију. Снага овог уређаја се креће од 5 до 15 мЈ. Ласерске апликације се изводе 1-3 пута. Као резултат тога, могуће је формирати пролазну рупу у шареници. Предност ове методе је брзина њене имплементације. 
Операција корак по корак се изводи у неколико сесије, са, паузама између ласерског излагања оку од 2-3 недеље. Као резултат тога, формирање рупе у шареници одлаже се неколико месеци. Слична операција се изводи код људи са светлом бојом очију. Постепена иридектомија је неопходна како би се избегло оштећење танке шаренице и других структура органа вида. Снага ласерске инсталације је од 600 до 1000 мВ, а време експозиције до 0,5 секунди.